# Rezovo
Rezovo es un pueblo en el municipio de Tsarevo, en la Provincia de Burgas, en el sudeste de Bulgaria.

## Galería

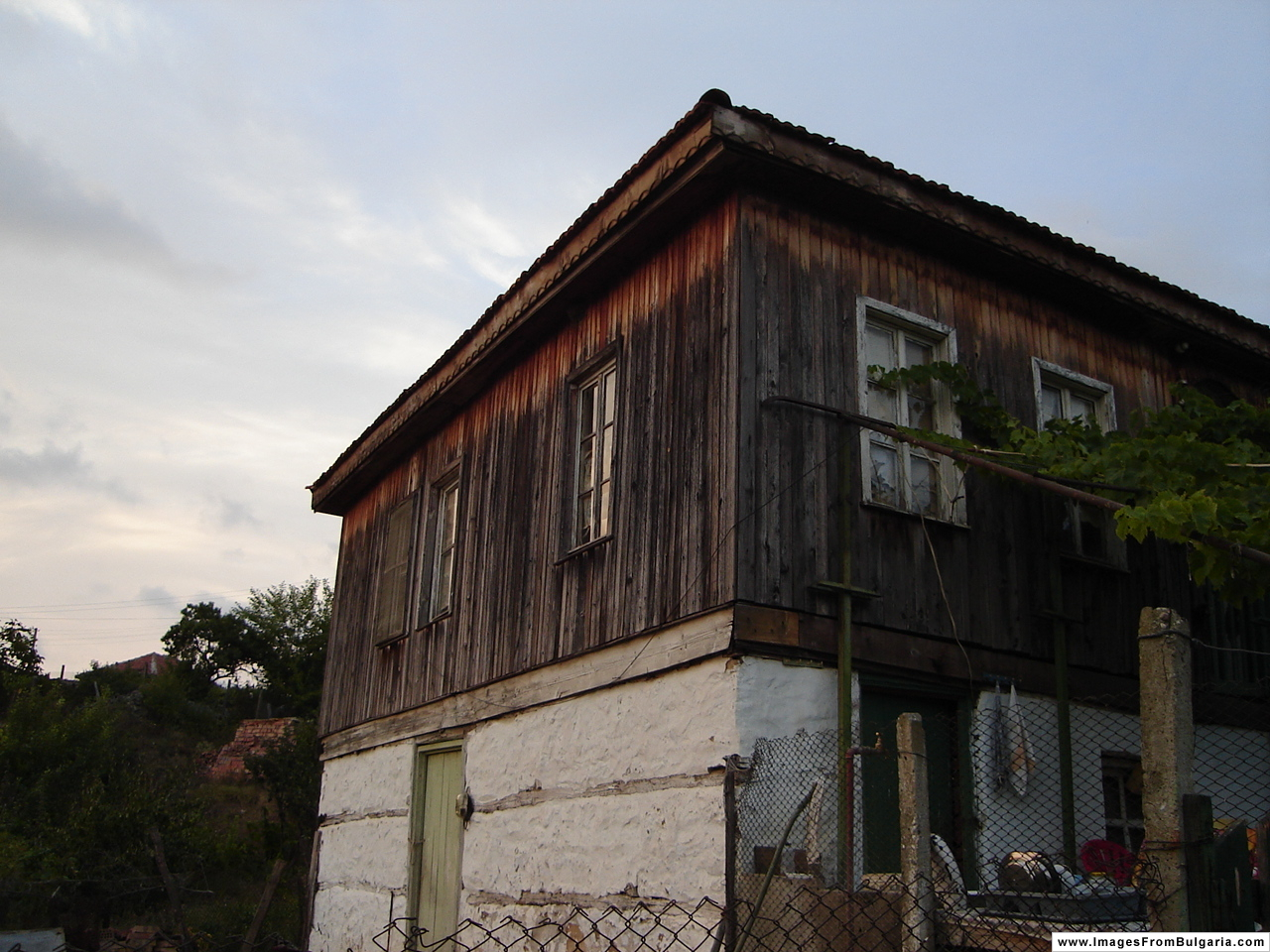
Una tradicional casa de madera de Strandzha.
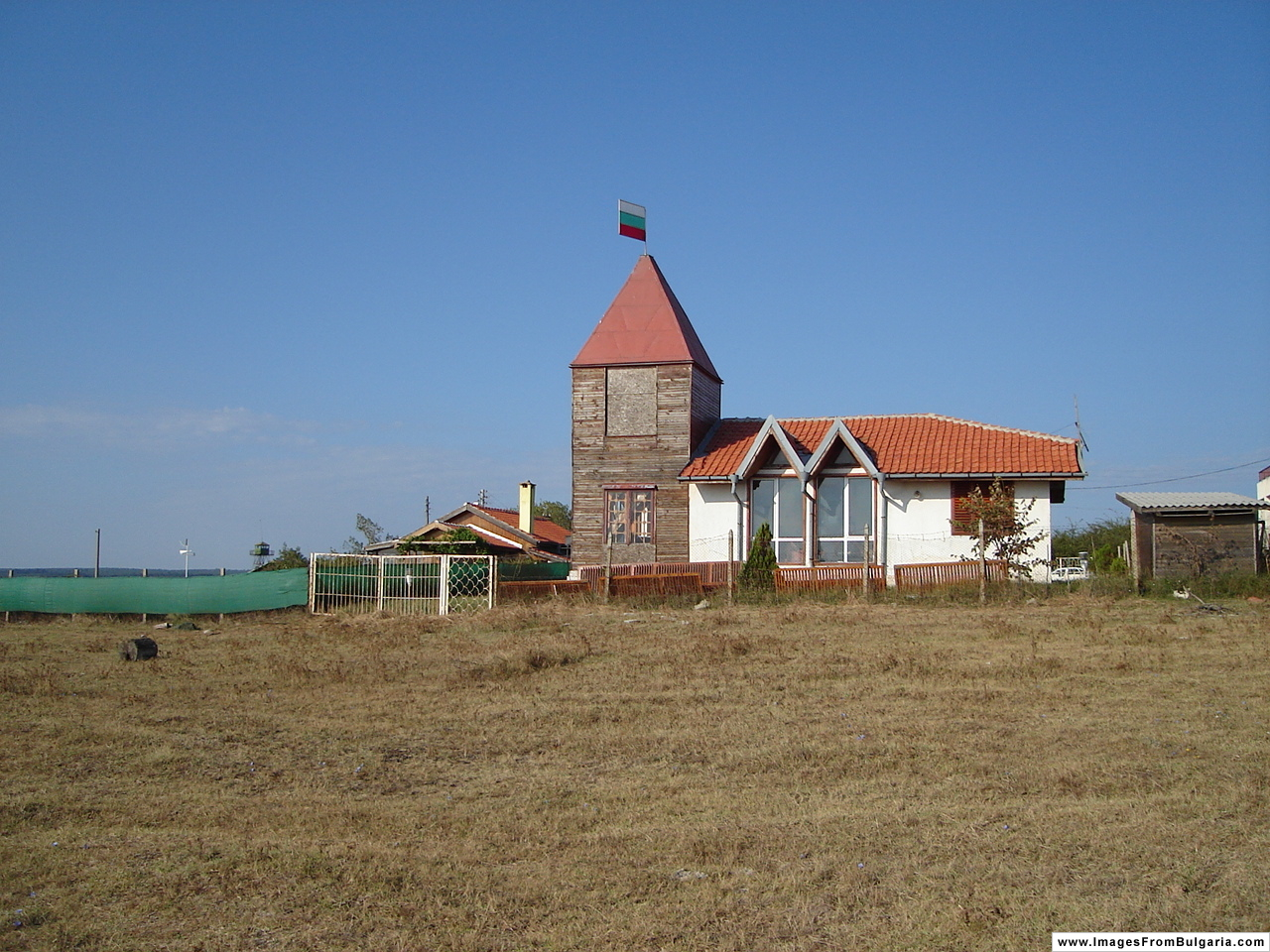
Una villa de vacaciones moderna, con una torre que parece un castillo.
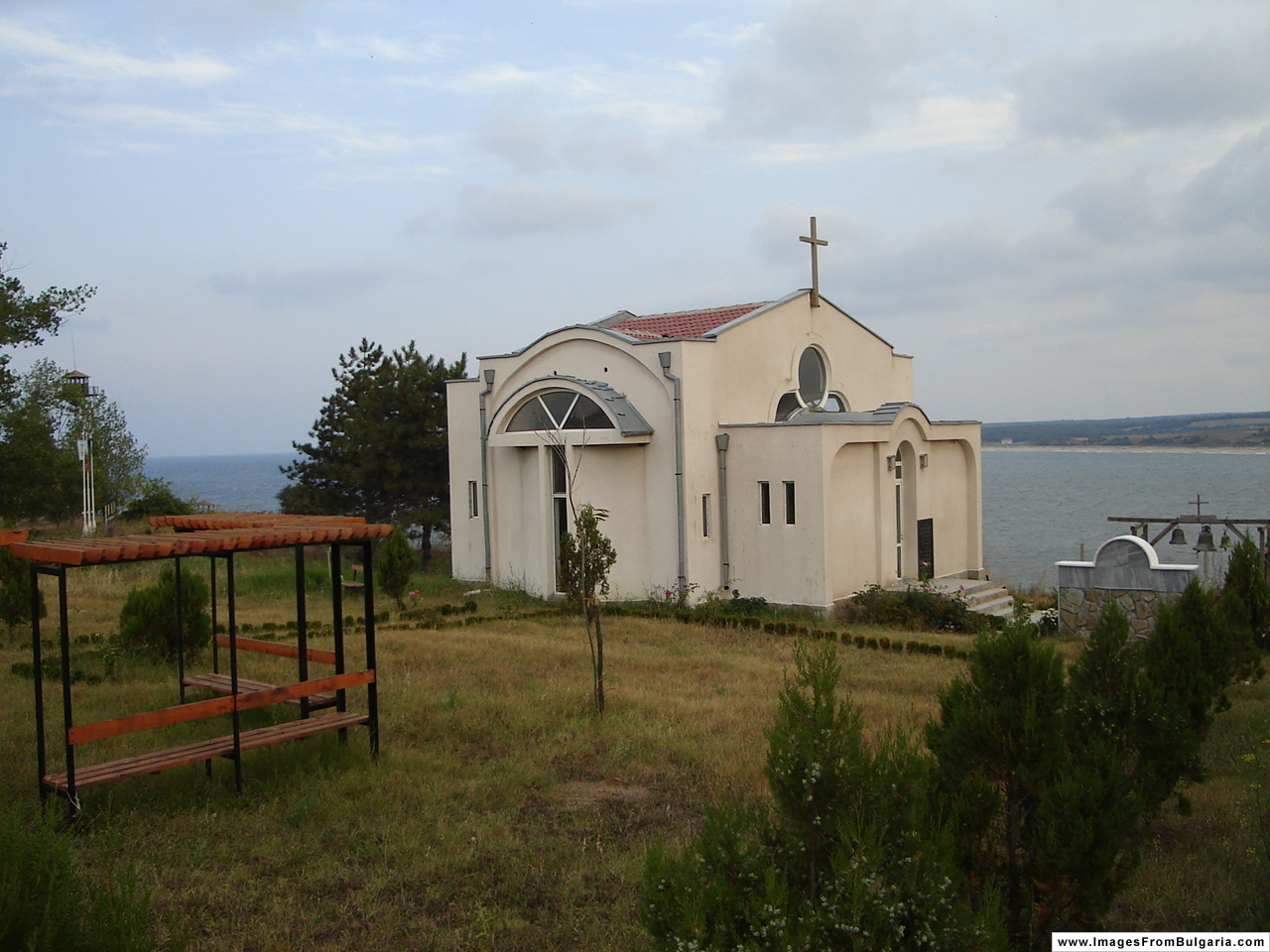
La nueva capilla ortodoxa de San Juan el Bautista.
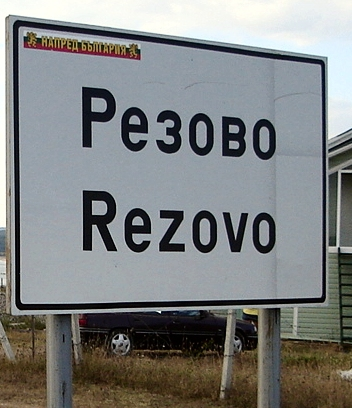
Señal del pueblo de Rezovo.
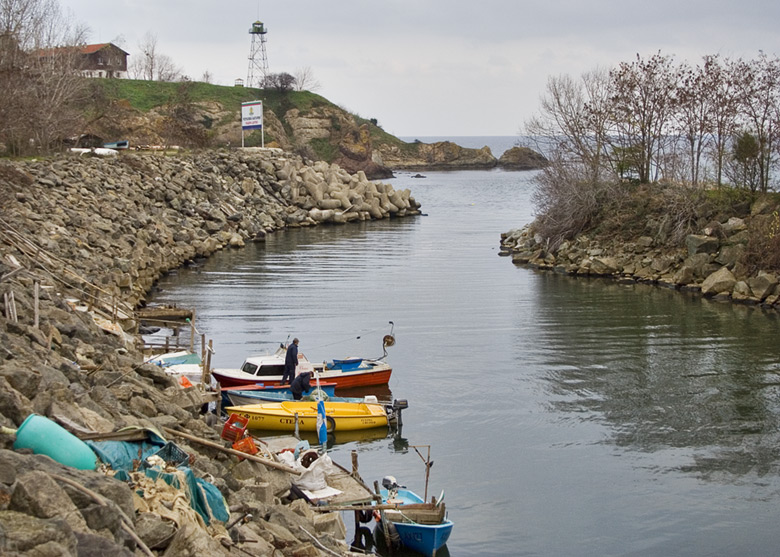
La desembocadura del río Rezovo: el banco de Bulgaria a la orilla izquierda y el banco de Turquía a la derecha.
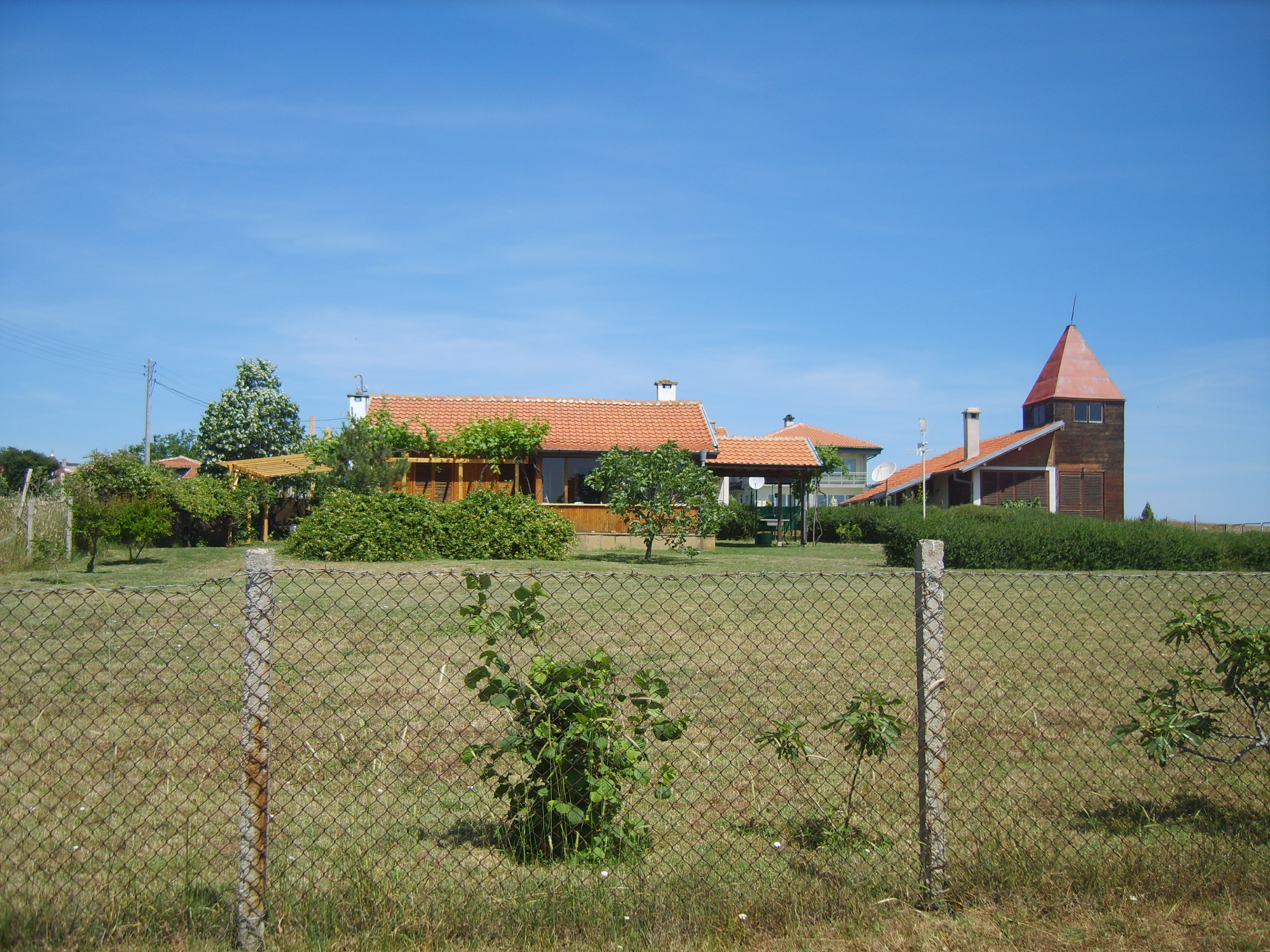
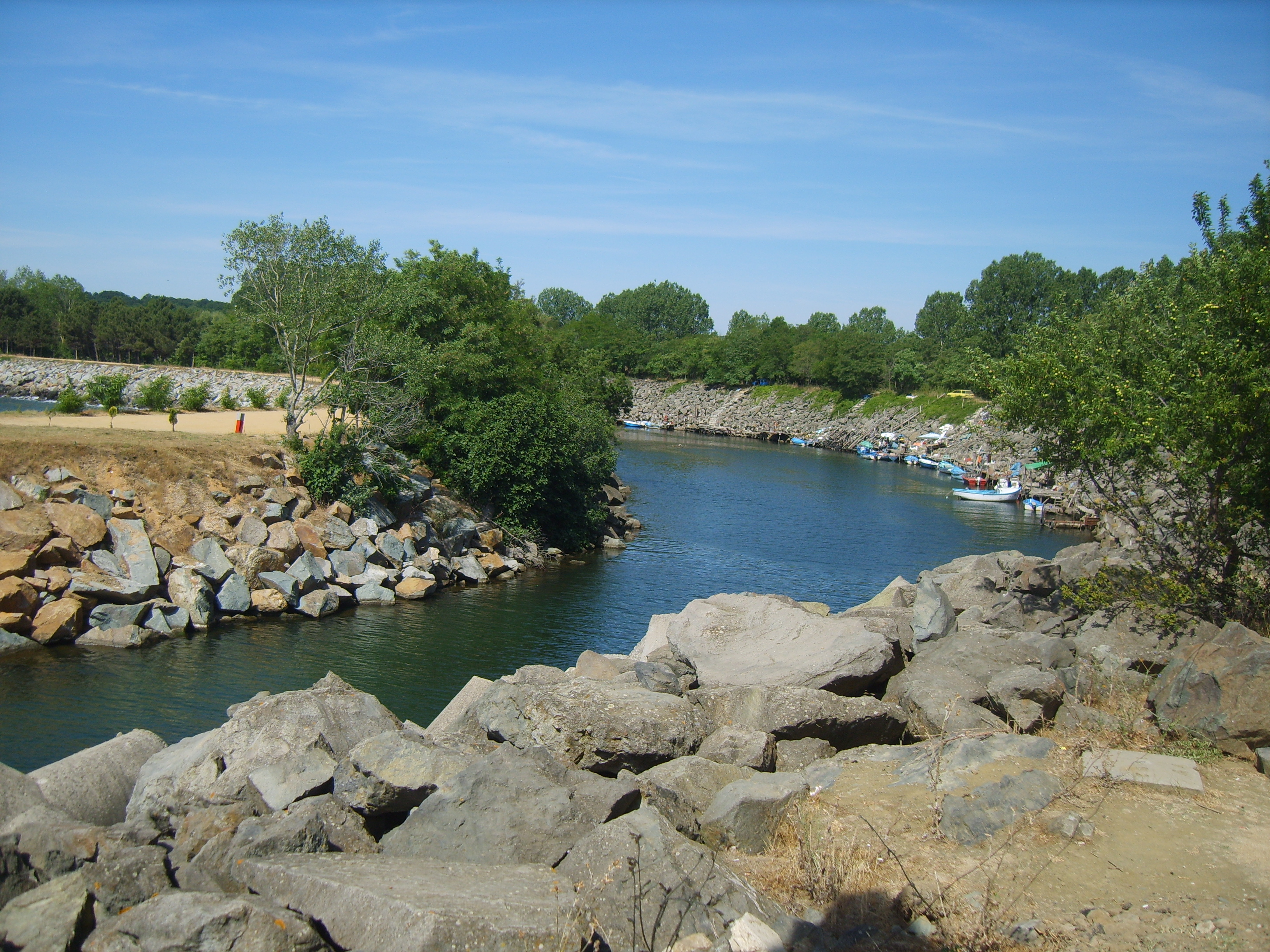
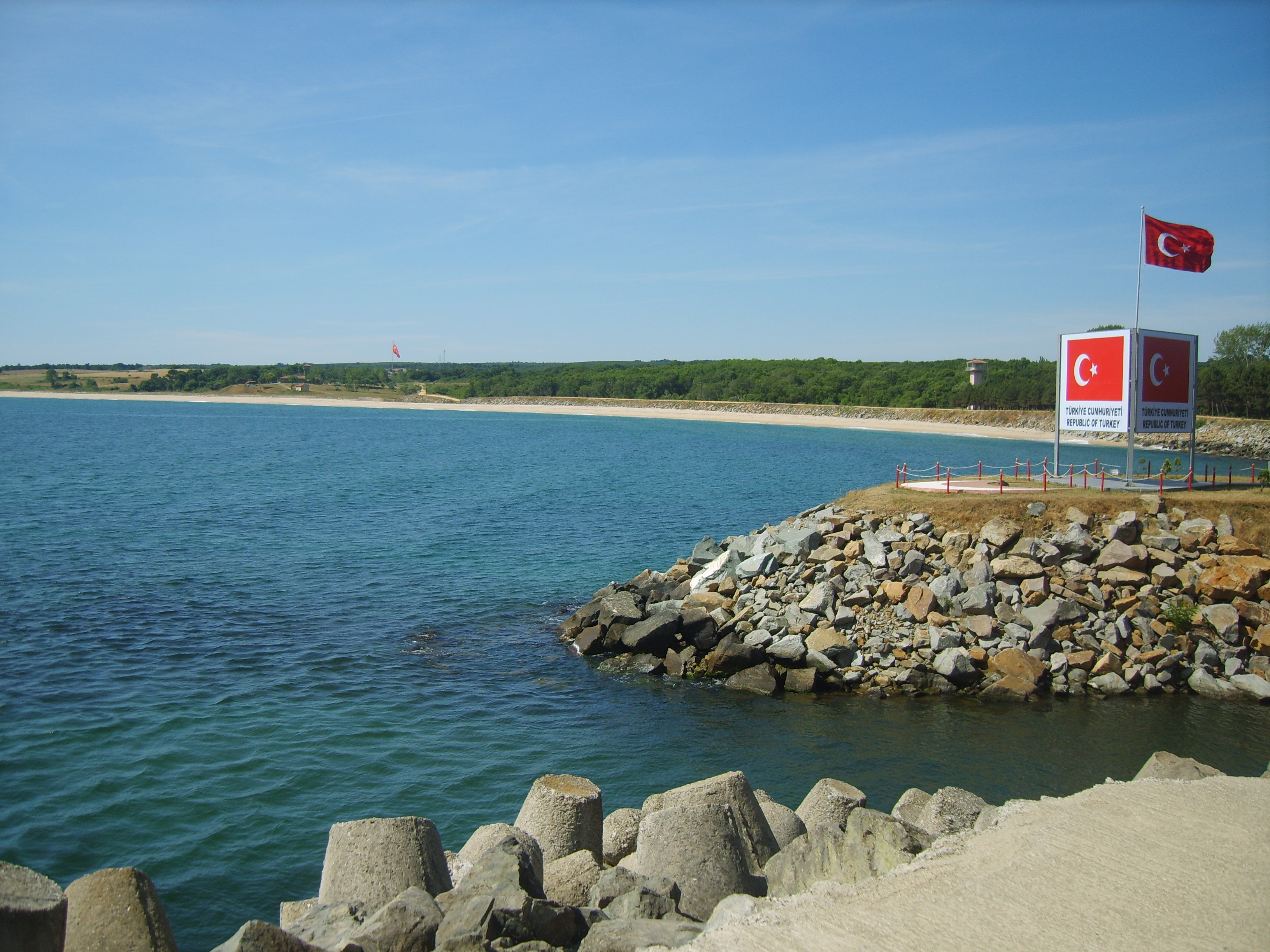
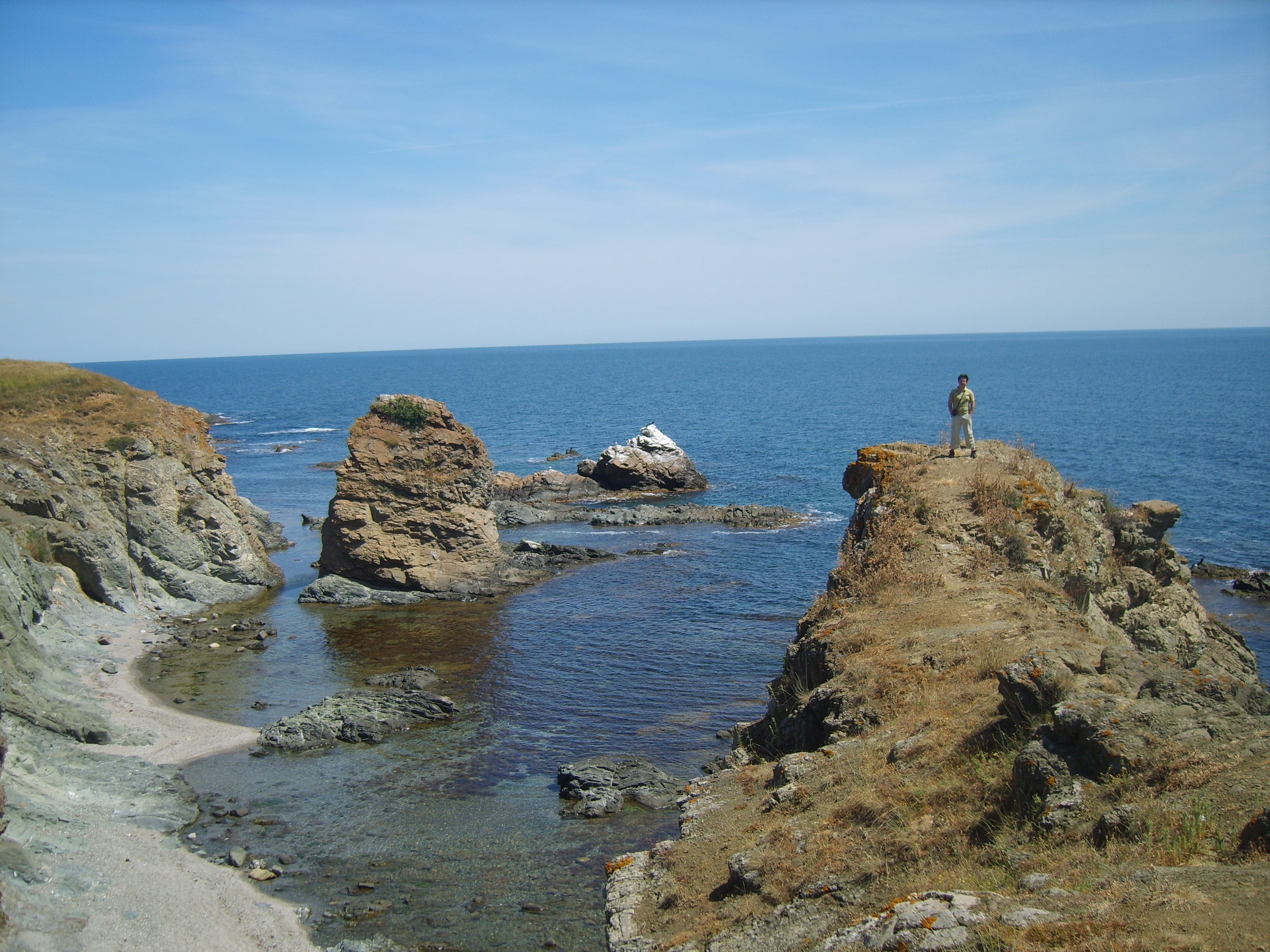
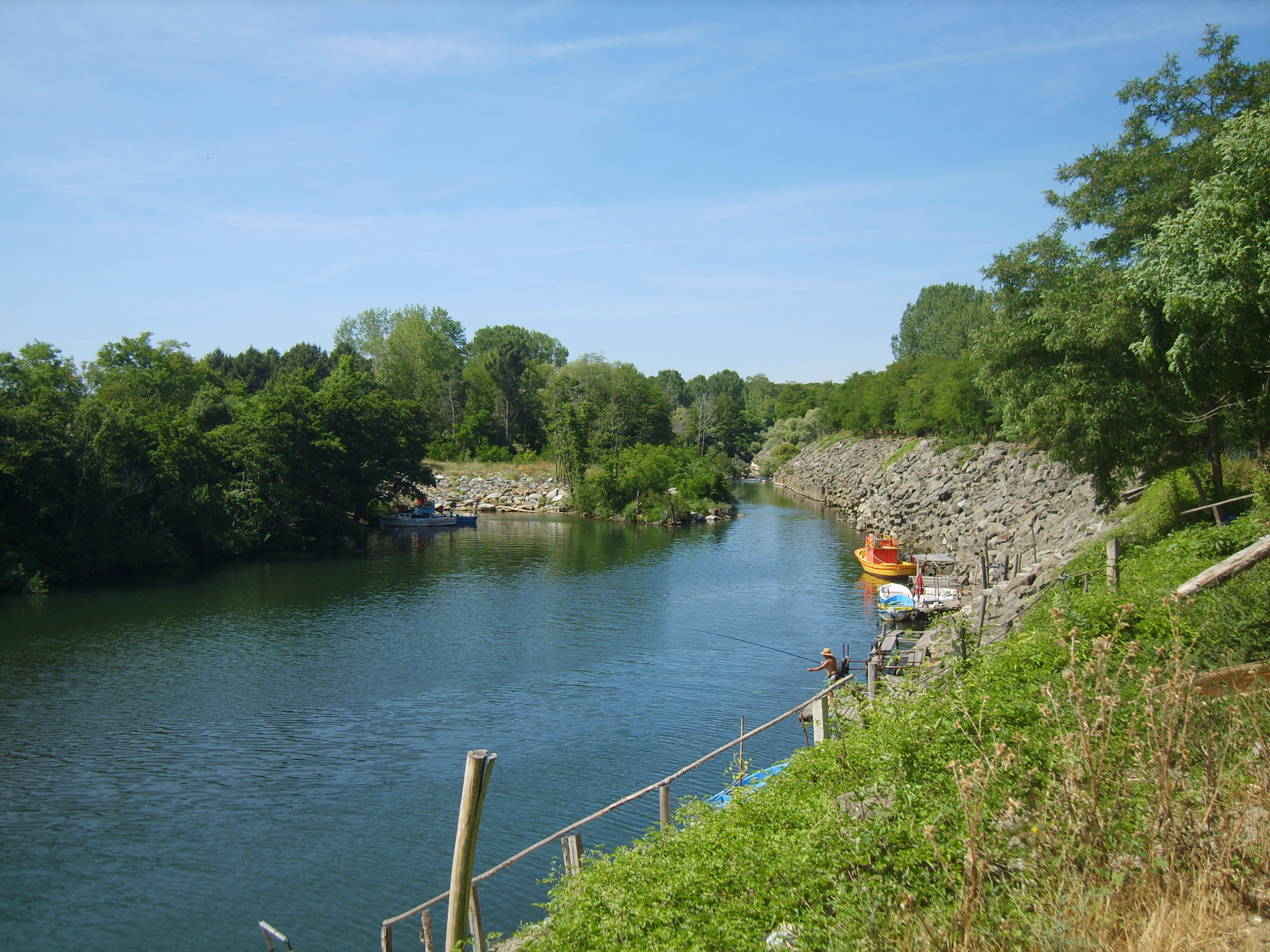